# Дескотт, Антони
Антони́ Кеви́н Деско́тт (фр. Anthony Kevin Descotte; родился 3 августа 2003) — бельгийский футболист, нападающий клуба «Шарлеруа», выступающий на правах аренды за нидерландский «Волендам».

## Клубная карьера
Антони выступал за молодёжные команды бельгийских клубов «Стандард (Льеж)», «Андерлехт» и «Шарлеруа». 17 апреля 2021 года дебютировал в основном составе «Шарлеруа», выйдя на замену в матче высшего дивизиона бельгийского чемпионата против «Эйпена». В июле 2021 года подписал контракт с «Шарлеруа» до 2025 года.
31 января 2023 года перешёл на правах аренды в нидерландский «Утрехт» до конца сезона 2022/23.
19 августа 2025 года перешёл на правах аренды в нидерландский «Волендам».

## Карьера в сборной
Выступал за сборные Бельгии до 15, до 16, до 17 и до 19 лет.